# Hey Na Na
Hey Na Na é o nono álbum de estúdio dos Paralamas do Sucesso, lançado em 1998. 
 O álbum é uma mistura do pop envolvente do álbum anterior e o som exótico de Severino. Entre os sucessos lançados deste disco estão "Ela Disse Adeus", "Depois da queda o coice" e "O amor não sabe esperar". Foi o último álbum de estúdio da banda antes do acidente com Herbert Vianna em 2001.

## Faixas
Todas as faixas escritas e compostas por Herbert Vianna, exceto onde indicado.. 
| N.º            | Título                                                          | Letras                                  | Música                       | Duração |  |
| 1.             | "Por sempre andar"                                              |                                         |                              | 3:23    |  |
| 2.             | "Depois da queda o coice"                                       |                                         |                              | 4:09    |  |
| 3.             | "O trem da juventude"                                           |                                         |                              | 4:40    |  |
| 4.             | "Brasília 5:31"                                                 |                                         |                              | 3:24    |  |
| 5.             | "O amor não sabe esperar" (participação especial: Marisa Monte) |                                         |                              | 4:02    |  |
| 6.             | "Ela Disse Adeus"                                               |                                         |                              | 3:45    |  |
| 7.             | "Scream poetry" (participação especial: Jorge Mautner)          | Chico Science                           | Herbert Vianna, Bi Ribeiro   | 3:00    |  |
| 8.             | "Viernes 3 AM"                                                  | Charly García, versão de Herbert Vianna | García                       | 4:37    |  |
| 9.             | "Um dia em Provença"                                            |                                         | Herbert Vianna, Thedy Corrêa | 3:49    |  |
| 10.            | "Santorini Blues"                                               |                                         |                              | 3:01    |  |
| Duração total: | Duração total:                                                  | Duração total:                          | Duração total:               | 37:42   |  |

| Críticas profissionais | Críticas profissionais |
| Avaliações da crítica  | Avaliações da crítica  |
| Fonte                  | Avaliação              |
| ---------------------- | ---------------------- |
| Allmusic               | link                   |

## Formação
- Herbert Vianna: Voz, guitarra, violão
- Bi Ribeiro: Baixo
- João Barone: Bateria

### Músicos de apoio
- João Fera: teclados
- Demétrio Bezerra: trompete
- Monteiro Jr.: sax tenor
- Bidu Cordeiro: trombone
- Eduardo Lyra: percussão
- Carlos Malta: sax barítono em "Depois da queda o coice", "O trem da juventude" e flauta baixo em "Um dia em Provença".
- Chico Neves: efeitos, programação, Pro Tools, baixo adicional em "Brasília 5:31" e "Depois da queda o coice", teclado e baixo adicional em "O trem da juventude"
- Dado Villa-Lobos: guitarra em "Brasília 5:31", "O amor não sabe esperar", e "Um dia em Provença"
- Marisa Monte: voz em "O amor não sabe esperar"
- Jorge Mautner: voz e violino em "Scream poetry"
- Cecília Spyer: voz em "Viernes 3 AM"
- Marcelo Lobato: teclado em "Viernes 3 AM"
- Marcos Suzano e Jovi: percussão em "Scream poetry"